# Cristiano III da Dinamarca
Cristiano III (Schleswig, 12 de agosto de 1503 – Kolding, 1 de janeiro de 1559) foi o Rei da Dinamarca e Noruega de 1534 até sua morte. Era o filho mais velho do rei Frederico I e da rainha Ana de Brandemburgo.
Inspirado por seus tutores luteranos fervorosos, Cristiano estabeleceu o luteranismo como a religião oficial de seus reinos. Desenvolveu a esquadra dinamarquesa, centralizou o poder, pôs fim ao status eleitoral do rei da Dinamarca, implantando o direito hereditário à linha de sucessão à coroa dinamarquesa e fez com que seu país conquistasse um grande poder.